# ミミツキ
『ミミツキ』は相川有による日本の漫画作品。『コミックバーズ』（幻冬舎コミックス）で2009年7月号から2013年2月号まで連載していた。

## あらすじ
ある日、三流大学生の鈴森縞太郎は大伯父、先太郎が亡くなった事を聞かされる。訳が分からないまま大伯父の跡継ぎを選ぶ儀式により、『文火武火堂』を継承する事になる。困惑する縞太郎だが、さらに自分を含め祖父の血を引く家族が皆ただの人間ではなく獣の血が混ざっている事を知らされる。文火武火堂に引っ越したその日、耳と尻尾のある少女がダンボールで届けられる。

## 作中用語
牙耳氏（がじし）
動物の耳と尻尾のある人々の総称。人間離れした身体能力やそれぞれの氏の姿になることが出来る。氏によって能力は異なり、血の濃く出た者がその氏の頭領を引き継いでいく。獣の血ではなく正しくは英雄の血であるらしく、古代の英雄の子孫である初代牙氏から血を分け与えられ耳氏が生まれたらしい。氏同士の付き合いはあまりなく、一つのところに集まると災いをもたらすと言われている。純銀を苦手とし、触れていると力を発揮できなくなる。
牙氏（きばし）
牙氏は正義の血が流れていると言われ、声なき悲鳴を聞き我が身を省みず本能的に助けに動いてしまい、それゆえ若死にしてしまうことが多い。狼牙氏と虎牙氏が特に血が濃く正義の本能が強いらしい。
耳氏（みみし）
耳氏は牙氏に仕える。傷付いた牙氏も己の耳氏とともにいれば傷が癒えるらしい。正義の本能に従う牙氏に対し耳氏の頭領は本能的に主と共にあろうとする。

文火武火堂（ぶんかぶかどう）
狸耳氏の頭領が代々受け継ぐ建物。主が立ち入りを許さなければ入る事が出来ない。
青銀丸（せいぎんがん）
銀が含まれる丸薬。牙耳氏が服用すると強制的に動物の姿となってしまう。水に溶かしても無味無臭。
鬼門食（きもんしょく）
牙耳氏がそれぞれ苦手とする食べ物。食べると青銀丸と同じく強制的に動物の姿となってしまう。ただ、本能的にその食べ物が受け付けないらしく無理矢理食べさせられるなどしないとまず食べない。

## 登場人物
鈴森縞太郎（すずもり しまたろう）
文火武火堂の跡継ぎ。21歳。大学生。狸耳氏（こじし）。一族の話をまったく聞かされず育った。他の家族は自由に狸の姿になれるが縞太郎は尻尾と耳の出し方も分からない。祖父から千風を守る事が文火武火堂の主の役目と教えられる。名前は狸となった時の尻尾が縞模様になっている事からつけられた。たまたま出したチョコレートムースなどが好評で文火武火堂をカフェにすることになる。
伏屋千風（ふせや ちかぜ）
文火武火堂に届けられた少女。12歳。狼の耳と尻尾がある狼牙氏（ろうがし）。世話になった先太郎が死に母の伊吹が行方不明となってしまっている為かやや人見知り気味。伊吹と転々としていたためか年齢にしては子供っぽくかなり天然。小柄だが大食漢。
大黒（だいこく）
文火武火堂で先代から仕えている。ネズミの耳と尻尾がある。子供のように見えるが年齢不詳。知らない人の前には出ないよう先太郎から言われている。家事万般が得意だが世間知らずで、電話のこともあまりよく分かっていない。
刀祢雫（とうや しずく）
八ノ宮学院学院長代理兼生徒会総長。同学院高等部三年。初めは狗牙氏（くがし）と名乗るが千風と会い耳氏であると思い知らされる。青銀丸を使い縞太郎を一時完全な狸の姿にする。気位が高く少しSっ気がある。少女趣味で可愛いものが大好き。
刀祢響（とうや ひびき）
雫の弟。姉や妹と比べ落ち着いた性格をしておりブレーキ役に回ることが多いが、姉には頭が上がらない。女生徒から人気が高い。
刀祢旭（とうや あさひ）
雫の妹。千風にライバル意識を抱いている。退学をかけての競走ののち、和解。大の仲良しとなる。天真爛漫な性格で軟弱な男性が好み。
刀祢零（とうや れい）
雫たちの母親。「血の呪い」によって伏せっている。伏屋伊吹とよく似ている。
須之内虎姫（すのうち とらひめ）
虎牙氏（こがし）。傷付くのは牙氏の宿命であり他の者が傷付くことはないと孤独であろうとしている。牙耳氏の集まる文火武火堂を快く思っておらず縞太郎に警告する。縞々が大好き。
涅町（ねまち）
先太郎を訪ね文火武火堂へやってきた女性。猫の耳と尻尾のある猫耳氏（みょうじし）。会うたびにどこかかじられるため大黒は彼女を苦手としている。たまねぎが大の苦手でなさけない縞太郎を「たまねぎに生えた芽」呼ばわりする。
雪町（ゆきまち）
涅町の兄。猫耳氏。隻眼。千風を文火武火堂に届けた。虎姫を第一に想っており世話になった先太郎がどのように牙氏を支えたのか考えている。
氷室（ひむろ）
文火武火堂付きの医師。刀祢家の主治医でもあり青銀丸を雫に渡した人物。飄々とした老人。
君和田（きみわだ）
八ノ宮学院中等部J1-III担任。落ち着きのない性格でやや天然気味。
厚木合歓（あつぎ ねむ）
文火武火堂の改装に訪れた牛牙氏（ぎゅうがし）。縞太郎とは同い年。耳だけではなく角もある。

### 鈴森家
鈴森駁太（すずもり ぶちた）
縞太郎の祖父で先太郎の弟。狸耳氏。一代で大企業を興した鈴森不動産の会長。企業人としては孫にも容赦はしない。
鈴森多紋（すずもり たもん）
縞太郎の兄。25歳。狸耳氏。県警生活安全課課長補佐。童顔で小柄。刑事として非常に優秀だが血筋によるものらしい。中学生のころ強盗を捕まえ警察から感謝状を贈られている。
鈴森亜紋（すずもり あもん）
縞太郎の姉。25歳。狸耳氏。大手芸能プロダクションの社員。多紋とは双子。スカウトとして一流。仕事熱心が過ぎて多紋と比べやや非常識な面があり、縞太郎からはあまりあてにされていない。
鈴森直緒（すずもり なお）
縞太郎の従弟。14歳。狸耳氏。金に鼻が利き駁太は直緒を会社の跡取りにと考えているらしい。虎姫とクラスメイトとなり猫アレルギーを治そうと親しくしようとする。
鈴森美緒（すずもり みお）
縞太郎の従妹。11歳。狸耳氏。自称だが、いい男のフェロモンを嗅ぎ分ける天才。下ネタが好きでそのたびに直緒にツッコまれている。
鈴森心（すずもり こころ）
縞太郎の母。狸耳氏。一族としては平凡な縞太郎がただの人間でいられるようにと何も教えず育てた。縞太郎の命名で紆余曲折あった様がおまけ漫画にて描かれている。
鈴森斑緒（すずもり むらお）
縞太郎の叔母。狸耳氏。直緒と美緒の母。

### 故人･行方不明
鈴森先太郎（すずもり さきたろう）
先代の文火武火堂の主人。故人。狸耳氏。文火武火堂で骨董店で営んでいた。人脈が広く、他の牙氏、耳氏でも困っていた者の世話をしていたらしい。生前付けていた日記の一部が作者のサイトで公開されていた（現在はリンク消去）。
伏屋伊吹（ふせや いぶき）
千風の母。狼牙氏。三ヶ月前に行方不明になった。冒頭で幼少の縞太郎に「いい混ざり具合」と語った人物と思われる。
伏屋嵐（ふせや あらし）
千風の祖父。故人。狼牙氏。体中血だらけのひどい死に方をしたという。臨終間際に取られた体毛が鈴森家の頭領を決める儀式に使われている。

## 単行本
全6巻
1. ISBN 978-4-344-81800-2
2. ISBN 978-4-344-81929-0
3. ISBN 978-4-344-82107-1
4. ISBN 978-4-344-82328-0
5. ISBN 978-4-344-82577-2
6. ISBN 978-4-344-82706-6